# 2002년 미국 상원의원 선거
2002년 미국 상원의원 선거는 2002년 11월에 치른 미국의 상원의원 선거이다.